# Banzare-Küste
Koordinaten: 67° S, 126° O
Die Banzare-Küste ist ein Küstenabschnitt im ostantarktischen Wilkesland. Sie erstreckt sich von Kap Southard bei 122° 5’ O bis Kap Morse bei 130° 10’ O.
Benannt ist die Küste nach dem Akronym der British Australian and New Zealand Antarctic Research Expedition (1929–1931) unter der Leitung des australischen Polarforschers Douglas Mawson. Bei dieser Expedition wurde sie aus der Luft erkundet.